# Anolis guafe
Anolis guafe е вид влечуго от семейство Dactyloidae. Видът е застрашен от изчезване.

## Разпространение
Разпространен е в Куба.